# Шадли, Насер
Насе́р Шадли́ (фр. Nacer Chadli; араб. ناصر الشاذلي‎; 2 августа 1989, Льеж, Бельгия) — бельгийско-марокканский футболист, вингер клуба «Вестерло». Выступал за сборную Марокко и Бельгии.
Воспитанник бельгийского «Стандарда», в 2007 году перешёл в нидерландский клуб «АГОВВ». После 3 сезонов и почти 100 сыгранных матчей за «Апелдорн», перешёл в «Твенте», с которым стал обладателем кубка и суперкубка Нидерландов 2011 года. Летом 2013 года пополнил ряды «Тоттенхэма», в дебютном сезоне за «шпор» сыграл в 23 играх, отметившись 4 голами. Летом 2016 года стал игроком «Вест Бромвича».
В 2010 году получил приглашение в сборную Марокко, за которую сыграл один матч, после чего изъявил желание выступать за сборную Бельгии. В составе бельгийцев отправился на чемпионат мира 2014 года.

## Карьера
Шадли играл в детско-юношеских командах льежского «Стандарда» и МВВ из города Маастрихт.
Летом 2007 года он подписал контракт с клубом из первого нидерландского дивизиона АГОВВ.
Летом 2010 года подписал контракт с нидерландским «Твенте».
Летом 2013 года перешёл в английский клуб «Тоттенхэм Хотспур».
В конце августа 2016 года Шадли перешёл в «Вест Бромвич Альбион» за рекордную для клуба сумму в £13 млн, подписав контракт на четыре года.
30 августа 2018 года был перекуплен клубом «Монако» у «Вест Бромвич».
Сезон 2019/20 провёл в бельгийском «Андерлехте» на правах аренды.
10 сентября 2020 года подписал двухлетний контракт с чемпионом Турции «Истанбулом».
6 сентября 2022 года Шадли перешел в бельгийский клуб «Вестерло» на правах годичной аренды.

### В сборной
Двойное гражданство Шадли позволяло ему играть как за сборную Марокко, так и за сборную Бельгии.
28 января 2011 года он заявил о своём намерении играть за сборную Бельгии. 9 февраля 2011 года дебютировал за сборную Бельгии в товарищеском матче против сборной Финляндии.

## Достижения
Сборная Бельгии
- Бронзовый призёр чемпионата мира: 2018

«Твенте»
- Обладатель Кубка Нидерландов: 2010/11
- Обладатель Суперкубка Нидерландов: 2012